# عبد الرحمن حاج ناصر
عبد الرحمن حاج ناصر (1951) اقتصادي جزائري .

## سيرة
ولد الحاج ناصر في 31 أكتوبر 1951 في الجزائر .
دكتور في الاقتصاد  ، اتخذ خطواته الأولى في عالم المال كشريك إداري في بنك لازارد. ثم ترأس إدارة الشؤون الاقتصادية برئاسة الجزائر ، من 1985 إلى 1989 ، قبل ممارسة مهام محافظ البنك المركزي الجزائري ، من 1989 إلى 1992,.
ثم ترأس بنك الاتحاد ، أول بنك تجاري تم إنشاؤه في الجزائر (1995-1997)  ، وهو مسؤولية ترمي به إلى قلب فضيحة مالية.

## المنشورات
- مارتينجال الجزائري ، 2011